# Don't Stop 'Til You Get Enough
Don't Stop 'Til You Get Enough è una canzone scritta, composta e registrata dal cantante statunitense Michael Jackson, estratta come primo singolo dal suo quinto album in studio Off the Wall e pubblicata il 10 luglio 1979.
Il brano, oltre a riscuotere un grande successo commerciale internazionale, ricevette il plauso generale della critica, che si complimentò con l'artista per l'interpretazione vocale, ed è considerato il singolo che dette realmente inizio alla carriera da solista del cantante.
Diventò il primo singolo di Michael Jackson a riuscire a raggiungere la prima posizione della Billboard Hot 100 degli Stati Uniti d'America dal 1972, anno della sua prima numero uno da solista, Ben, rimanendovi per sei settimane consecutive e vendendo più di 5 milioni di copie nei soli Stati Uniti ottenendo 5 dischi di platino dalla Recording Industry Association of America.
La canzone ha vinto un Grammy Award e un American Music Award nel 1980, per la Miglior interpretazione vocale R&B maschile e come Singolo Soul/R&B preferito.
Dal momento della sua pubblicazione numerosi musicisti ne hanno realizzata una loro versione.

## Descrizione

### Antefatti
Nel 1978 Michael Jackson era stato scritturato per interpretare il ruolo dello spaventapasseri nel film The Wiz di Sidney Lumet, rifacimento de Il mago di Oz. Durante le riprese del film Jackson conobbe il produttore discografico Quincy Jones, al quale propose di coprodurre il suo nuovo album da solista.

### Produzione
Nel corso delle prime stesure dei brani il cantante rimase affascinato dallo stile e dalla melodia di Don't Stop 'til You Get Enough, ma per esserne certo ne registrò una demo ai Cherokee Studios di Hollywood nell'estate del 1978 e la portò nella sua villa ad Encino, dove viveva insieme ai genitori e ai fratelli. Con questi ultimi iniziò a suonarne la parte strumentale, con Randy al pianoforte, Jermaine alla chitarra e Tito ai cori, incidendo la versione definitiva nello studio di registrazione della tenuta, ricavato da un vecchio sgabuzzino. La madre del cantante, Katherine, era ancora una devota testimone di Geova e quando sentì il testo del brano ne rimase scioccata, pensando che avesse qualche allusione sessuale. Michael però la rassicurò dicendole che il titolo non alludeva al sesso ma che «poteva significare tutto ciò che la gente voleva significasse».
Secondo il critico musicale Gerri Hirshey l'introduzione parlata del brano «consiste in dieci secondi di perfetta tensione pop», mentre il collega Paul Lester la definì «la più entusiasmante introduzione mai creata per un singolo pop». Secondo alcuni osservatori la misteriosa "forza" di cui la popstar parla nell'introduzione della canzone sarebbe stata ispirata dalla "Forza" nel film Guerre Stellari del 1977. Secondo un altro critico di Newsweek, nel pezzo Jackson: «canta della "forza" interiore: un istinto di amore divino, puro e curativo, espresso attraverso i suoi doni musicali». Jackson stesso avrebbe dichiarato alla rivista: «La cosa che mi tocca è molto speciale. È un messaggio di cui devo farmi portatore. Comincio a piangere e il dolore è meraviglioso. È incredibile. È come Dio».

## Il video
Il videoclip di Don't Stop 'til You Get Enough è il primo video musicale da solista dell'artista, e fu diretto e prodotto da Nick Saxton. Fu trasmesso per la prima volta nell'ottobre 1979. Nel video Jackson ripropone il look della copertina dell'album, indossando uno smoking e una cravatta a farfalla su uno sfondo di immagini astratte ed effetti speciali creati tramite il Chroma Key, un effetto speciale molto innovativo per l'epoca. La canzone fu la stessa usata nel singolo, inclusa l'introduzione parlata.

### Pubblicazione
Il video venne pubblicato per la prima volta in home video nel 1995 nella raccolta Video Greatest Hits - HIStory. Nel 2003 venne riproposto nel DVD Number Ones mentre nel 2006 venne pubblicato in DualDisc nella raccolta di singoli di Jackson chiamata Visionary. Nel 2010 venne ripubblicato in versione rimasterizzata nella raccolta definitiva di video dell'artista, intitolata Michael Jackson's Vision.

## Promozione

### Esibizioni live
La canzone venne eseguita da Michael Jackson assieme ai The Jacksons durante il Destiny World Tour (1979-80) ed il Triumph Tour (1981). Nel 1984, durante il finale del Victory Tour, la canzone veniva interpretata dai fratelli Jackson mixata a Shake Your Body (Down to the Ground) stessa cosa che veniva fatta da Jackson durante le prime tappe del suo primo tour da solista, il Bad World Tour (solo nel 1987). Nel 1996-97, durante alcune tappe dell'HIStory World Tour, Jackson ne interpretò un breve snippet alla fine di un medley di canzoni dell'album Off the Wall.

## Popolarità del brano
La canzone appare nel film Colpo grosso al drago rosso - Rush Hour 2, dov'è interpretata da Jackie Chan e dall'attore Chris Tucker, amico di Jackson.

## Cover e campionamenti
Gli Squallor, antesignani del rock demenziale, utilizzarono la base musicale della canzone per il loro brano Nosfigatus, contenuto nell'album Tromba del 1980.
Breathe (Don't Stop), canzone realizzata nel 2004 dal gruppo Mr On VS Jungle Brothers, ne utilizzava un campionamento. Il videoclip del brano venne realizzato in grafica computerizzata e citava alcune scene del video originale di Jackson.

## Tracce

### Versione originale
Vinile 12" Stati Uniti
1. Don't Stop 'til You Get Enough (12" Edit) – 5:45 (Michael Jackson)
2. I Can't Help It (Album Version) – 4:29 (Stevie Wonder, Susaye Greene)

Vinile 7"
1. Don't Stop 'til You Get Enough (7" Edit) – 4:00 (Michael Jackson)
2. I Can't Help It (Album Version) – 4:29 (Stevie Wonder, Susaye Greene)

The Visionary Single (2006)
1. Don't Stop 'til You Get Enough (7" Edit) – 3:56 (Michael Jackson)
2. Don't Stop 'til You Get Enough (Original 12" Edit) – 5:52 (Michael Jackson)
3. Don't Stop 'til You Get Enough (Videoclip) (Michael Jackson)

### Versioni ufficiali
1. Don't Stop 'til You Get Enough (Album Version) – 6:04
2. Don't Stop 'til You Get Enough (7" Edit) (talvolta chiamata "7" Mix", "7" Version", "Single Edit" o "Single Version") – 4:00
3. Don't Stop 'til You Get Enough (2003 Edit) (edita nella raccolta Number Ones) – 3:56
4. Don't Stop 'til You Get Enough (Videoclip Version) (versione del singolo 7" con introduzione parlata) – 4:14
5. Don't Stop 'til You Get Enough (12" Edit) – 5:45
6. Don't Stop 'til You Get Enough (Original 12" Edit) – 5:52
7. Don't Stop 'til You Get Enough (Masters at Work Remix) – 7:42
8. Don't Stop 'til You Get Enough (Roger's Underground Club Solution) – 6:19
9. Don't Stop 'til You Get Enough (Original Demo 1978) (bonus track nell'edizione speciale del 2001 dell'album Off the Wall) – 4:48
10. Don't Stop 'til You Get Enough (Live with The Jacksons) (tratta dall'album dal vivo dei Jacksons del 1981 The Jacksons Live!. Talvolta chiamata anche "Edit Version") – 4:22

## Successo commerciale
Don't Stop 'til You Get Enough ebbe immediato successo arrivando alla posizione numero uno nella classifica generale di Billboard nell'ottobre 1979 e vendette più di 1 milione di copie, diventando il primo singolo del cantante a ricevere il Disco di platino (14 febbraio 1989) dopo Ben.
Fu il singolo di maggior successo dell'album Off the Wall, conquistando la vetta delle classifiche in Australia e Norvegia e la posizione numero 3 in Belgio, Paesi Bassi, Danimarca e Regno Unito. 
L'8 novembre 2005, la RIAA gli assegnò un ulteriore Disco d'oro.
Nel 2018 il singolo fu certificato tre volte Disco di platino per vendite complessive superiori ai 3 milioni di copie negli Stati Uniti.
Principali premi vinti:
- 1980: Grammy Award per la "Miglior interpretazione vocale rhythm and blues maschile"
- 1980: American Music Award per il "Singolo soul/rhythm and blues preferito"

## Classifiche
| Classifica (1979) | Posizione massima |
| ----------------- | ----------------- |
| Australia         | 1                 |
| Belgio            | 1                 |
| Danimarca         | 1                 |
| Paesi Bassi       | 2                 |
| Spagna            | 2                 |
| Svezia            | 2                 |
| Svizzera          | 4                 |
| Norvegia          | 1                 |
| Regno Unito       | 3                 |
| Stati Uniti       | 1                 |

## Crediti
- Scritta, composta e arrangiata da Michael Jackson[25]
- Prodotta da Quincy Jones
- Coprodotta da Michael Jackson
- Voce solista e cori di Michael Jackson
- Tromba di Gary Grant
- Violino solista di Gerald Vinci
- Chitarre di Marlo Henderson e David Williams
- Arrangiamento archi di Benjamin Wright
- Batteria di John "JR" Robinson
- Tastiera di Greg Phillinganes
- Arrangiamento strumenti a fiato di Jerry Hey
- Percussioni di Paulinho da Costa, Richard Heath, Michael Jackson e Randy Jackson
- Arrangiamento percussioni di Michael Jackson
- Saxophone alto, flauto e sassofono tenore di Larry Williams
- Saxophone baritono, flauto e sassofono tenore di Kim Hutchcroft
- Trombone di Bill Reichenbach, Jr.
- Registrazione di Bruce Swedien
- Mixer di Bruce Swedien
- Voci addizionali in background di Jim Gilstrap, Mortonette Jenkins, Augie Johnson, Paulette McWilliams e Zedric Williams
- Voce principale e in background Michael Jackson
- Basso di Louis Johnson